# Ventouráta
Ventouráta (en grec moderne : Βεντουράτα) est une localité sur l'île de Céphalonie. Dans le dialecte local, son nom signifie « la ville de Ventoúras ».